# 刘少文
刘少文（1905年12月29日—1987年4月10日），原名刘国章，男，河南信阳人，中国人民解放军中将，1955年获一级八一勋章、二级独立自由勋章、一级解放勋章。文化大革命期间遭迫害。曾参加长征，担任苏区中央局秘书，遵义会议时担任记录和秘书工作。